# Kościół Matki Bożej Różańcowej w Wądrożu Wielkim
Kościół Matki Bożej Różańcowej w Wądrożu Wielkim – rzymskokatolicki kościół filialny należący do parafii Wniebowzięcia Najświętszej Maryi Panny w Mierczycach (dekanat Jawor diecezji legnickiej). Jest to świątynia wybudowana w II ćwierci XIII wieku, następnie została przebudowana i rozbudowana w XIX wieku.

## Architektura i wnętrze
Budowla jest orientowana, jednonawowa, posiada wyodrębnione węższe prezbiterium, zamknięte półkolistą absydą i nakryte sklepieniem krzyżowo-żebrowym, oraz wieżę powstałą w XIX wieku, od strony zachodniej zwieńczoną iglicowym dachem hełmowym i dzwonem odlanym w 1658 roku. Kościół nakryty jest dachami dwuspadowymi, nawę nakrywa drewniany strop z odkrytą więźbą dachową i drewnianą emporą, natomiast prezbiterium nakrywa sklepienie krzyżowe, w elewacjach są umieszczone okna o zróżnicowanym wykroju. Wnętrze posiada wystrój i wyposażenie z różnych epok, m.in. nieczytelny fragment gotyckiej polichromii powstałej w XIV wieku, umieszczonej na łuku tęczowym i w absydzie, drewnianą ambonę w stylu renesansowym, wykonaną na początku XVII wieku, drewniany ołtarz w stylu barokowym powstały na początku XVIII wieku, klasycystyczny, drewniany prospekt organowy wykonany na przełomie XVIII i XIX wieku, oraz kamienną chrzcielnicę powstałą w 1828 roku. W murach zachowały się kamienne płyty nagrobne i epitafia w stylu barokowym, wykonane pod koniec XVII wieku.